# John Hannah

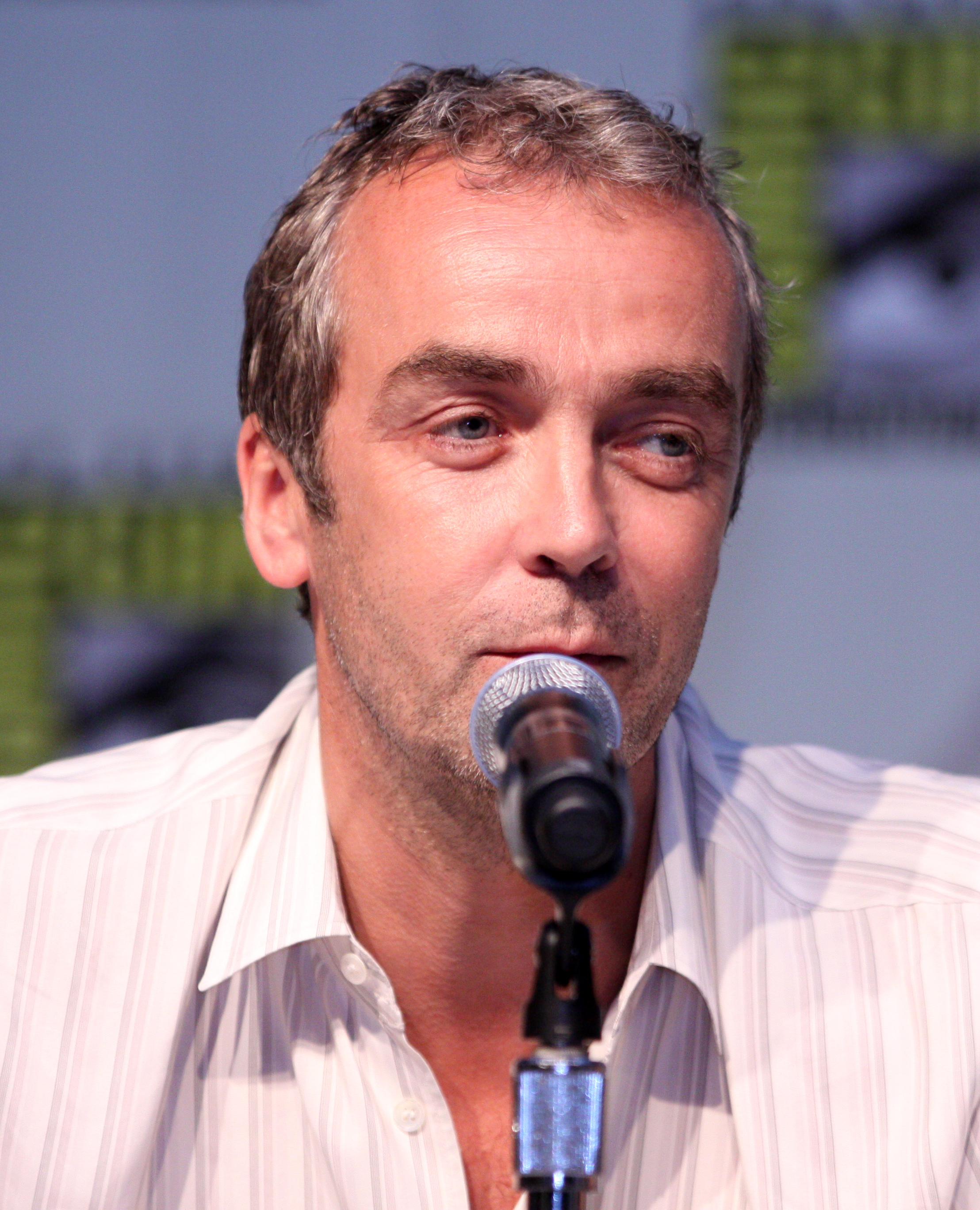
John Hannah auf der San Diego Comic-Con (2010)

John David Hannah (* 23. April 1962 in East Kilbride, Schottland) ist ein britischer Schauspieler.

## Leben
Hannah besuchte die Claremont High School in East Kilbride, dann arbeitete er vier Jahre als Elektriker. Später studierte er an der Royal Scottish Academy of Music and Drama in Glasgow. Am Ende der 1980er Jahre spielte Hannah in einigen Fernsehproduktionen, seinen Durchbruch feierte er aber erst 1994 mit der weltweit erfolgreichen Komödie Vier Hochzeiten und ein Todesfall, in der er neben Hugh Grant und Andie MacDowell die Rolle des homosexuellen Matthew verkörperte. Für diese Rolle wurde er im Jahr 1995 für den British Academy Film Award (BAFTA Award) nominiert.
Im Filmdrama Sie liebt ihn – sie liebt ihn nicht (1998) spielte Hannah neben Gwyneth Paltrow die Rolle des gutmütigen James Hammerton. Für seine Rolle als Dieb Jonathan Carnahan im Abenteuerfilm Die Mumie (1999), in dem er neben Brendan Fraser und Rachel Weisz spielte, wurde er 2000 für den Blockbuster Entertainment Award nominiert. Die gleiche Rolle spielte er ebenfalls in den Fortsetzungen Die Mumie kehrt zurück (2001) und Die Mumie: Das Grabmal des Drachenkaisers (2008). Im kanadischen Thriller I Accuse (2003) spielte er eine der Hauptrollen.
Hannah spielte in den Jahren 1995 bis 1998 die Titelrolle in der Fernsehserie McCallum – Tote schweigen nicht. In den Jahren 2002 bis 2003 war er in der Fernsehserie MDs zu sehen. 2010 war er in der ersten Staffel von Spartacus als Quintus Lentulus Batiatus zu sehen und übernahm diese Rolle auch 2011 im Prequel Spartacus: Gods of the Arena. Zwischen 2016 und 2017 übernahm er in der dritten und vierten Staffel der Serie Marvel’s Agents of S.H.I.E.L.D. die Rolle des Wissenschaftlers Holden Radcliffe.
Hannah ist seit dem Jahr 1996 mit der Schauspielerin Joanna Roth verheiratet. Er hat zwei Kinder und lebt in London.

## Filmografie (Auswahl)
- 1987: Brond (Fernsehserie, 3 Episoden)
- 1990: Harbour Beat
- 1994: Vier Hochzeiten und ein Todesfall (Four Weddings and a Funeral)
- 1995: Madagascar Skin
- 1995: The Final Cut – Tödliches Risiko (The Final Cut)
- 1995–1998: McCallum – Tote schweigen nicht (McCallum, Fernsehserie)
- 1997: Ein toller Käfer kehrt zurück (The Love Bug)
- 1997: Die James Gang (The James Gang)
- 1998: Sie liebt ihn – sie liebt ihn nicht (Sliding Doors)
- 1998: Resurrection Man
- 1999: Die Mumie (The Mummy)
- 1999: Hurricane (The Hurricane)
- 2000: Circus (Circus)
- 2001: Die Mumie kehrt zurück (The Mummy Returns)
- 2002: Alle lieben Lucy (I’m with Lucy)
- 2002: Dr. Jekyll & Mr. Hyde (Dr. Jekyll & Mr. Hyde)
- 2003: Frasier (Fernsehserie, Episode 10x20)
- 2003: Ich klage an (I Accuse)
- 2003: Alias – Die Agentin (Fernsehserie, Episode 1x7, Farbenblind)
- 2004: Agatha Christie’s Marple – 16:50 ab Paddington (Murder She Said, Fernsehfilm)
- 2007: Die letzte Legion (The Last Legion)
- 2007: Der Untergang der Lusitania – Tragödie eines Luxusliners (Lusitania: Murder on the Atlantic)
- 2008: Die Mumie: Das Grabmal des Drachenkaisers (The Mummy: Tomb of the Dragon Emperor)
- 2008: Agatha Christie’s Poirot – Der Tod wartet (Appointment with Death, Fernsehfilm)
- 2010: Spartacus (Fernsehserie)
- 2011: Spartacus: Gods of the Arena (Miniserie)
- 2012: Der Dieb der Worte (The Words)
- 2012: Damages – Im Netz der Macht (Damages, Fernsehserie, 10 Episoden)
- 2013: The Wee Man
- 2013: Christmas Candle – Das Licht der Weihnacht (The Christmas Candle)
- 2013: Elementary (Fernsehserie, Episode 1x15)
- 2013: Atlantis (Fernsehserie, Episode 1x13)
- 2015: Rosamunde Pilcher – Ein einziger Kuss (Fernsehfilm)
- 2016–2017: Marvel’s Agents of S.H.I.E.L.D. (Fernsehserie, 23 Episoden)
- 2017: Dirk Gentlys holistische Detektei (Fernsehserie, 7 Episoden)
- 2018: Overboard
- 2019: The Victim (Miniserie, 4 Episoden)
- 2019: Verrate mich nicht (Trust Me; Fernsehserie, 2 Episoden)
- 2020: The Intergalactic Adventures of Max Cloud (Max Cloud)
- 2020: Transplant (Fernsehserie)
- 2023: The Last of Us (Fernsehserie, Episode 1x01)
- 2023: Black Mirror (Fernsehserie, Folge Loch Henry)
- 2024: Damaged